# 黒木じゅん
黒木 じゅん（くろき じゅん、本名：唐木 政宜（からき まさよし）、1966年4月13日 - ）は、日本の演歌、ムード歌謡の歌手。旧芸名は唐木 淳（からき じゅん）、黒木 憲 ジュニア（くろき けん ジュニア）。所属事務所は唐木エンタープライズ。所属レコード会社はテイチクエンタテインメント。

## 経歴・人物
東京都出身。
趣味はバイクツーリング、ドライブ、ゴルフ、旅行、温泉、グルメ、格闘技・スポーツ観戦、音楽・映画鑑賞、写真、パソコン。
父親は「霧にむせぶ夜」などのヒットで知られる歌手の黒木憲。
1991年5月21日、「唐木淳」の芸名でビクターよりデビュー。
2008年2月1日付でビクターエンタテインメントからEMIミュージック・ジャパンへ移籍すると同時に亡き父の名を襲名、「黒木憲ジュニア」と芸名を改め、新たな音楽家活動を展開してゆくこととなった。
2009年10月10日10時10分にフリーアナウンサーの中尾美穂と入籍。
2016年5月、テイチクエンタテインメントに移籍。これを機に「黒木じゅん」に改名。父・黒木憲の恩師でもあった鈴木淳の門下生となり、新芸名はその「淳」から頂戴した。
2021年、歌手デビュー30周年を迎え、記念シングル「離れても」をリリースした。

## ディスコグラフィ

### シングル
- 唐木淳名義（1991年 - 2002年）
  - すべてビクターからリリース。

| # | 発売日          | 曲順 | タイトル               | 作詞         | 作曲       | 編曲       | 規格品番   |
| - | --------------- | ---- | ---------------------- | ------------ | ---------- | ---------- | ---------- |
| 1 | 1991年 5月21日  | 01   | やせがまん             | 阿久悠       | 吉田正     | 高田弘     | VIDL-10119 |
| 1 | 1991年 5月21日  | 02   | 別れのリクエスト       | 阿久悠       | 吉田正     | 吉田正     | VIDL-10119 |
| 2 | 1992年 4月21日  | 01   | 湾岸暮色               | 阿久悠       | 吉田正     | 川口真     | VIDL-10226 |
| 2 | 1992年 4月21日  | 02   | 涙まじりのラブソング   | 阿久悠       | 吉田正     | 川口真     | VIDL-10226 |
| 3 | 1993年 5月21日  | 01   | えれじい               | 阿久悠       | 吉田正     | 宮崎信治   | VIDL-10349 |
| 3 | 1993年 5月21日  | 02   | だれもが誰かを愛してる | 阿久悠       | 吉田正     | 川口真     | VIDL-10349 |
| 4 | 1993年 10月21日 | 01   | 愛が泣いてる           | 荒木とよひさ | 浜圭介     | 今泉敏郎   | VIDL-10450 |
| 4 | 1993年 10月21日 | 02   | 悲しい唇               | 荒木とよひさ | 浜圭介     | 今泉敏郎   | VIDL-10450 |
| 5 | 1995年 2月22日  | 01   | 時代屋の男たち         | 荒木とよひさ | 浜圭介     | 川村栄二   | VIDL-10601 |
| 5 | 1995年 2月22日  | 02   | 夢のあとさき           | 荒木とよひさ | 浜圭介     | 今泉敏郎   | VIDL-10601 |
| 6 | 1998年 11月21日 | 01   | もどっておいでよ       | 下地亜記子   | 叶弦大     | 今泉敏郎   | VIDL-30380 |
| 6 | 1998年 11月21日 | 02   | 時代屋の男たち         | 荒木とよひさ | 浜圭介     | 川村栄二   | VIDL-30380 |
| 7 | 2000年 4月21日  | 01   | よこはま物語           | なかにし礼   | 浜圭介     | 高田弘     | VIDL-30488 |
| 7 | 2000年 4月21日  | 02   | あなたのホクロ         | 喜多條忠     | 浜圭介     | 川村栄二   | VIDL-30488 |
| 8 | 2002年 2月21日  | 01   | 白蓮                   | 小田めぐみ   | 武市昌久   | 伊戸のりお | VIDL-30534 |
| 8 | 2002年 2月21日  | 02   | 萌葱坂                 | 小田めぐみ   | 樋口スバル | 伊戸のりお | VIDL-30534 |

- 黒木憲ジュニア名義（2008年 - 2015年）
  - 1：サクラスター、2・3：エスプロレコーズ。

| # | 発売日         | 曲順 | タイトル                 | 作詞       | 作曲     | 編曲     | 規格品番   |
| - | -------------- | ---- | ------------------------ | ---------- | -------- | -------- | ---------- |
| 1 | 2008年 4月16日 | 01   | 別れても                 | 有馬三恵子 | 鈴木淳   | 竜崎孝路 | TOCT-40195 |
| 1 | 2008年 4月16日 | 02   | 六本木恋ものがたり       | 仁井谷俊也 | 鈴木淳   | 竜崎孝路 | TOCT-40195 |
| 2 | 2012年 6月8日  | 01   | 変わらぬ笑顔にありがとう | もろとみ和 | 国安修二 | 若草恵   | SPRO-1005  |
| 2 | 2012年 6月8日  | 02   | かすみ草の恋             | もろとみ和 | 国安修二 | 佐々木章 | SPRO-1005  |
| 3 | 2015年 5月15日 | 01   | 待たせた分だけ倖せに     | もろとみ和 | 大谷明裕 | 義野裕明 | SPRO-1075  |
| 3 | 2015年 5月15日 | 02   | 今夜だけでも             | もろとみ和 | 大谷明裕 | 義野裕明 | SPRO-1075  |

- 黒木じゅん名義（2016年 - ）
  - すべてテイチクからリリース。

| # | 発売日         | 曲順 | タイトル         | 作詞     | 作曲     | 編曲       | 規格品番   |
| - | -------------- | ---- | ---------------- | -------- | -------- | ---------- | ---------- |
| 1 | 2016年 5月18日 | 01   | いのちの花だから | 悠木圭子 | 鈴木淳   | 前田俊明   | TECA-13684 |
| 1 | 2016年 5月18日 | 02   | 濡れて神戸       | 悠木圭子 | 鈴木淳   | 前田俊明   | TECA-13684 |
| 2 | 2018年 7月18日 | 01   | おとこの夢       | 悠木圭子 | 鈴木淳   | 伊戸のりお | TECA-13855 |
| 2 | 2018年 7月18日 | 02   | 霧にむせぶ夜     | 丹古晴己 | 鈴木淳   | 伊戸のりお | TECA-13855 |
| 3 | 2021年 5月19日 | 01   | 離れても         | 悠木圭子 | 鈴木淳   | 金沢重徳   | TECA-21022 |
| 3 | 2021年 5月19日 | 02   | ミモザ           | かず翼   | 大谷明裕 | 金沢重徳   | TECA-21022 |

#### デュエット・シングル
| 発売日         | デュエット | 曲順 | タイトル                | 作詞   | 作曲     | 編曲       | 規格品番   |
| -------------- | ---------- | ---- | ----------------------- | ------ | -------- | ---------- | ---------- |
| 1997年 8月21日 | 鶴田さやか | 01   | たった二年と二ヶ月で    | 阿久悠 | 水森英夫 | 若草恵     | VIDL-30055 |
| 1997年 8月21日 | -          | 02   | おもいやり (歌：唐木淳) | 阿久悠 | 三佳令二 | 伊戸のりお | VIDL-30055 |

#### 企画シングル
- 男D's ダンディーズ名義（黒木憲ジュニア、一条聖矢、赤井銀次、木戸たつよし）。

| 発売日         | 曲順 | タイトル         | 作詞     | 作曲     | 編曲     | 規格品番   |
| -------------- | ---- | ---------------- | -------- | -------- | -------- | ---------- |
| 2013年 9月25日 | 01   | 懐かしのダイアナ | 引地賢治 | 引地賢治 | 猪股義周 | YZME-15035 |
| 2013年 9月25日 | 02   | ジェラシーLOVE   | 引地賢治 | 引地賢治 | 猪股義周 | YZME-15035 |

### アルバム
| 発売日         | タイトル                       | 規格品番   |
| -------------- | ------------------------------ | ---------- |
| 1991年10月21日 | 愛愁〜唄いつぐ吉田メロディー〜 | VICL-239   |
| 1993年5月21日  | えれじい〜唐木淳の魅力         | VICL-404   |
| 1993年12月16日 | 愛が泣いてる                   | VICL-495   |
| 2002年11月21日 | 白蓮                           | VICL-61010 |
| 2020年10月21日 | 黒木じゅん 30周年記念全曲集    | TECE-3604  |

### タイアップ曲
| 年     | 楽曲         | タイアップ                      |
| ------ | ------------ | ------------------------------- |
| 1993年 | 愛が泣いてる | TBS系ドラマ「命ささえて」主題歌 |

## 受賞
- 第33回日本レコード大賞 歌謡曲・演歌部門 最優秀新人賞
- 第18回横浜音楽祭 最優秀新人賞
- 第22回日本歌謡大賞 放送音楽新人賞
- 第24回全日本有線放送大賞 新人部門入賞

他8タイトル 全13タイトル 新人賞受賞

## 出演

### テレビドラマ
- 風の刑事・東京発!（テレビ朝日系列、連続刑事ドラマ、1995年10月～1996年3月、刑事役レギュラー）

### Vシネマ
- ワル外伝（1996年、東映Vシネマ）